# Zeta Centauri
Zeta Centauri (ζ Centauri / ζ Cen), conosciuta anche con il suo nome tradizionale di Alnair, è una stella nella costellazione del Centauro di magnitudine apparente +2,55, distante 385 anni luce dalla Terra. È stata considerata in passato facente parte dell'associazione Scorpius-Centaurus, ma tale appartenenza è stata smentita da studi più recenti

## Caratteristiche fisiche
Zeta Centauri è una binaria spettroscopica, anche se non si sa molto sulla componente secondaria, se non che il periodo orbitale è di 8,02 giorni, con una distanza che, a seconda della massa della secondaria, varierebbe da 0,08 a 0,19 UA.
La massa della principale è vicina alle 8 masse solari, il raggio è 6,6 volte quello del Sole e la luminosità circa 6600 superiore. Il sistema è piuttosto giovane, la sua età è stimata essere di 40 milioni di anni e con una velocità di rotazione di 225 km/s effettua un giro su se stessa in appena 1,5 giorni.